# Rodrigo Becão
Rodrigo Becão, bürgerlich Rodrigo Nascimento França (* 19. Januar 1996 in Salvador, Bahia), ist ein brasilianischer Fußballspieler, der seit Juli 2023 beim türkischen Erstligisten Fenerbahçe unter Vertrag steht.

## Vereinskarriere
Der in Salvador, Bahia geborene Rodrigo Becão entstammt der Nachwuchsabteilung des EC Bahia. Am 28. November 2015 (38. Spieltag) debütierte er beim 1:0-Heimsieg gegen Atlético Goianiense in der zweithöchsten brasilianischen Spielklasse. Dieser Ligaeinsatz war für über eineinhalb Jahre sein einziger und erst in der Saison 2017 gehörte er dem Kader der ersten Mannschaft endgültig an. In dieser Spielzeit bestritt er in der höchsten brasilianischen Spielklasse – Der EC Bahia stieg zu diesem Spieljahr auf – acht Ligaspiele. Bis zum Juli 2018 kam er nur in einem Ligaspiel in der Spielzeit 2018 zum Einsatz.
Am 4. Juli 2018 wechselte Rodrigo Becão für die gesamte Saison 2018/19 zum russischen Erstligisten ZSKA Moskau. Sein Debüt bestritt er am 27. Juli 2018 beim 1:0-Sieg nach Verlängerung gegen die Lokomotive Moskau im russischen Supercup. Sein Ligadebüt absolvierte er vier Tage später beim 0:0-Unentschieden gegen Krylja Sowetow Samara. In der Folge etablierte sich Becão rasch als Stammspieler in der Innenverteidigung und absolvierte insgesamt 36 Pflichtspiele für den Hauptstadtverein. ZSKA hatte im Anschluss an die Saison das Interesse, ihn fest zu verpflichten, die Vertragsparteien konnten sich jedoch nicht einigen und Becão kehrte nach Brasilien zurück.
Am 6. Juli 2019 wechselte Rodrigo Becão für eine Ablösesumme in Höhe von 1,6 Millionen Euro zum italienischen Erstligisten Udinese Calcio, wo er einen Fünfjahresvertrag unterzeichnete. Am 18. August 2019 debütierte er beim 3:1-Pokalsieg gegen den FC Südtirol für die Bianconeri, als er in der 66. Spielminute für Seko Fofana eingewechselt wurde. Eine Woche später erzielte er in seinem ersten Ligaspiel das entscheidende Tor zum 1:0-Heimsieg gegen den AC Mailand.

## Erfolge
EC Bahia
- Copa do Nordeste: 2017
- Campeonato Baiano: 2018

ZSKA Moskau
- Russischer Supercupsieger: 2018